# Cerro del Nacimiento
O Nascimento é um vulcão extinto bastante isolado com altitude de 6.460m de altura localizado na Argentina, na província de Catamarca. Seu nome se deve ao fato de ser a origem de vários cursos de água que dão origem ao Rio Cazadero. Também aparece com a denominação de Cerro Bayo.
Existem vários registros com relação à altura do Nascimento. Nas cartas do Instituto Geográfico Militar da Argentina esta montanha está registrada com o nome de cerro ou vulcão Baio e com a altitude de 6.436m, mas em revisões baseadas nos dados do SRTM, a altura deve estar no mínimo em 6.460m.

## Geografia e Geomorfologia
O Nascimento fica a 100km em linha reta da cidade de Fiambalá, ao sul da rodovia internacional que cruza os Andes pelo Passo de São Francisco. Na mesma região, que fica na parte sul da Puna do Atacama, há uma grande concentração de outras montanhas acima de seis mil metros de altura, como o Ojos del Salado, Tres Cruces, Ata, Walther Penck, Tres Quebradas, Vulcão do Vento, Medusa, Cerro Solo, El Muerto, El Fraile e Incahuasi.
Estes vulcões fazem parte da  Zona Vulcânica Central do Cinturão Vulcânico dos Andes.  A atividade vulcânica que criou o Nascimento, causada pela subducção da placa de Nazca sob a Placa Sul-Americana iniciou-se a  cerca de 25 milhões de anos, tendo seu apogeu entre 8 e 5 milhões de anos atrás. O Nascimento é um dos mais jovens da região, com cobertura de rochas basálticas datadas de menos de 1,5 milhões de anos.
Se encontra a sudeste de outro conjunto vulcânico denominado Walter Penck, tratando-se no entanto de formações vulcânicas independentes.

## Montanhismo
A primeira ascensão foi feita dentro da segunda expedição polonesa aos Andes, em 1937. Os poloneses tinham a intenção de escalar o Pissis, o Nacimento, o Tres Cruces e o Ojos del Salado, tendo conseguido os quatro.
A melhor época do ano para a escalada é entre dezembro e março. Os acessos mais fáceis são a partir de Fiambalá indo até a Laguna Azul, e de aí para norte, podendo ser montados acampamentos base tanto na parte sudeste como nordeste da montanha. A escalada não é considerada tecnicamente difícil, mas é necessária preparação para suportar as baixas temperaturas, ventos fortes e escassez de água, além dos efeitos da altitude.
Não há registros de brasileiros que tenham escalado o Nascimento, tendo o argentino-brasileiro Máximo Kausch chegado ao cume em 08/04/2013.